# Being There (album)
Being There is het derde muziekalbum van de Noorse pianist Tord Gustavsen, dat onder zijn eigen naam uitkomt. Het album is opgenomen in de Rainbow Studio onder leiding van Jan Erik Kongshaug.

## Musici
- Tord Gustavsen – piano
- Harald Johnsen – contrabas
- Jarle Vespestad – slagwerk

## Composities
1. At home
2. Vicar Street
3. Draw near
4. Blessed feet
5. Sani
6. Interlude
7. Karmosin
8. Still there
9. Where we went
10. Cocoon
11. Around you
12. Vesper
13. Wide open